# Chemin de fer touristique de la vallée de la Canner
 (août 2024).
 (août 2024).
La mise en forme du texte ne suit pas les recommandations de Wikipédia : il faut le « wikifier ».
Les points d'amélioration suivants sont les cas les plus fréquents. Le détail des points à revoir est peut-être précisé sur la page de discussion.
- Les titres sont pré-formatés par le logiciel. Ils ne sont ni en capitales, ni en gras.
- Le texte ne doit pas être écrit en capitales (les noms de famille non plus), ni en gras, ni en italique, ni en « petit »…
- Le gras n'est utilisé que pour surligner le titre de l'article dans l'introduction, une seule fois.
- L'italique est rarement utilisé : mots en langue étrangère, titres d'œuvres, noms de bateaux, etc.
- Les citations ne sont pas en italique mais en corps de texte normal. Elles sont entourées par des guillemets français : « et ».
- Les listes à puces sont à éviter, des paragraphes rédigés étant largement préférés. Les tableaux sont à réserver à la présentation de données structurées (résultats, etc.).
- Les appels de note de bas de page (petits chiffres en exposant, introduits par l'outil «  Source ») sont à placer entre la fin de phrase et le point final[comme ça].
- Les liens internes (vers d'autres articles de Wikipédia) sont à choisir avec parcimonie. Créez des liens vers des articles approfondissant le sujet. Les termes génériques sans rapport avec le sujet sont à éviter, ainsi que les répétitions de liens vers un même terme.
- Les liens externes sont à placer uniquement dans une section « Liens externes », à la fin de l'article. Ces liens sont à choisir avec parcimonie suivant les règles définies. Si un lien sert de source à l'article, son insertion dans le texte est à faire par les notes de bas de page.
- La présentation des références doit suivre les conventions bibliographiques. Il est recommandé d'utiliser les modèles {{Ouvrage}}, {{Chapitre}}, {{Article}}, {{Lien web}} et/ou {{Bibliographie}}. Le mode d'édition visuel peut mettre en forme automatiquement les références.
- Insérer une infobox (cadre d'informations à droite) n'est pas obligatoire pour parachever la mise en page.

Pour une aide détaillée, merci de consulter Aide:Wikification.
Si vous pensez que ces points ont été résolus, vous pouvez retirer ce bandeau et améliorer la mise en forme d'un autre article.
Le Chemin de Fer Touristique de la Vallée de la Canner (CFTVC) est géré par l'« Association Lorraine d’Exploitation et de Modélisme Ferroviaire » (ALEMF). Sur les 12 km de la voie de Vigy à Hombourg-Budange, dans la vallée de la Canner en Moselle, l'ALEMF fait circuler des trains, touristiques et historiques, constitués avec du matériel roulant ferroviaire de la fin du XIXe siècle aux années 1950.
L'ALEMF est membre de l'UNion des Exploitants de Chemins de fer TOuristiques et de musées (UNECTO)

## Offre touristique
Depuis 1985, Le CFT de la Vallée de la Canner propose, les dimanches et jours fériés en saison (du 1er mai au premier week-end d'octobre de chaque année), des circulations régulières au départ de la gare de Vigy ou de celle de Hombourg-Budange. La traction du train peut être diesel ou à vapeur suivant l'organisation du service, et suivant les disponibilités des locomotives. Le CFT de la Vallée de la Canner organise également des circulations spéciales en semaine sur demande, mais aussi des événements extra-ferroviaires.
Depuis 2020, elle propose en semaine une offre vélorail entre Vigy et Bettelainville avec une prolongation prévue jusqu'à Aboncourt.

## Histoire

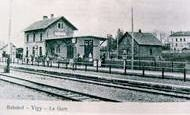
Gare de Vigy

Le Chemin de Fer Touristique de la Vallée de la Canner doit sa création et son fonctionnement à la convergence de deux histoires, celle d'une ligne de chemin de fer créée en 1908 et celle d'une association de passionnés de modélisme ferroviaire, passées du « petit jouet » au « jouet grandeur nature ».

### 1908-1976: Vigy - Hombourg-Budange
La ligne de chemin de fer Metz - Vigy - Anzeling est inaugurée le 25 mars 1908, le 1er avril 1908 elle est ouverte à une circulation régulière, avec la première locomotive à vapeur au départ de la gare de Vigy. Le tracé de la ligne est issu de l’un des deux tronçons d’itinéraires stratégiques qui reliaient Metz à Anzeling via Vigy et Bettelainville à Merzig via Waldwisse. La ligne est fermée par la SNCF le 26 septembre 1976.

### 1966-1975: ALMF, modélisme ferroviaire
En 1966 quelques passionnés créent l’Association lorraine de modélisme ferroviaire (ALMF), Étienne Blascheck devient son premier président. l'ALMF participe et organise des expositions de modèles réduits ferroviaires, au fil du temps elle acquiert une bonne réputation, elle organise, en 1972, une « première Exposition Internationale ». Cette reconnaissance du milieu ferroviaire lui permet d'obtenir de la SNCF le retour de la tradition du baptême des locomotives, en 1973 a lieu celui d'une BB 15000 portant les armes de la ville de Metz (BB 15006
). De ses réalisations de modèles réduits, retenons la création d'un réseau faisant référence au véritable réseau AL géré par l'administration des Chemins de fer d'Alsace et de Lorraine construit et présenté dans la gare d'Hagondange. En 1975 le hasard de la découverte d'une locomotive à vapeur laissée à l'abandon à Bar-le-Duc, va être le début d'une nouvelle activité pour l'association.

### Sauvegarde et renouveau
Conscient de l’intérêt touristique du site, le département de la Moselle acquiert dès 1978 la ligne qui est confiée à l’association ALEMF en 1985, puis cédée en 1991. Aujourd’hui la ligne de chemin de fer touristique et historique représente douze kilomètres de voie, elle relie Vigy et Hombourg-Budange, en traversant la vallée de la Canner par la forêt de Saint-Hubert. Le 24 mai 2008 sont fêtés les 100 ans du chemin de fer dans la vallée de la Canner.

## Chronologies historiques
Sauf exception signalée par une note, l'ensemble des éléments inclus dans les chronologies proviennent de l'ALEMF.

### Ligne de Vigy à Hombourg Budange
- 1908, le 25 mars, inauguration officielle de la ligne de chemin de fer de Metz à Anzeling.
- 1917, le 1er novembre, inauguration officielle de la ligne de chemin de fer de Bettelainville à Mertzig.
- 1976, le 26 septembre, la SNCF ferme la section de Vigy à Hombourg-Budange.
- 1978, le Conseil général de la Moselle décide l'acquisition de la ligne.
- 1981, le 10 juin, un arrêté préfectoral déclare cette acquisition d'utilité publique.
- 1981, le 24 juin, la SNCF et le conseil général de la Moselle, signent l'acte de vente transférant la propriété de la ligne au département (terrains, gares, voies ferrées et matériel de voies). La gare de Hombourg Budange et ses annexes restent la propriété de la SNCF).
- 1984, le 22 novembre, le conseil général de la Moselle et l'ALEMF signent une convention fixant les modalités de l'exploitation de la ligne par l'association.
- 1991, le 21 janvier, le conseil général de la Moselle décide de vendre, pour 1 franc symbolique, l'ensemble de l'ancienne ligne à l'ALEMF (terrains, gares, voies ferrées et matériel de voies).
- 1991, le 22 mars, en assemblée générale extraordinaire l'ALEMF accepte la proposition.
- 2008, le 24 mai, l'ALEMF organise une cérémonie commémorative pour les 100 ans de la ligne, une plaque est posée sur la gare de Vigy.

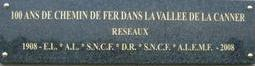
1908-2008 : 100 ans de Chemin de Fer

### Association ALEMF
- 1966, création de l'ALMF, association de droit local alsacien-mosellan.
- 1973, l'ALMF acquiert et commence la restauration de sa première locomotive à vapeur : la 020T Fives-Lille no 4533, type 142 A, de 1927.
- 1975, en juin, en assemblée générale extraordinaire l'ALMF devient ALEMF.
- 1975, l'ALEMF entreprend de restaurer le réseau Salm propriété du département des Vosges
- 1976, l'ALEMF fait circuler un train touristique sur un tronçon de l'ancienne ligne d'Étival-Clairefontaine à Senones (Vosges).
- 1976, l'ALEMF acquiert sa deuxième locomotive à vapeur : 020T Hohenzollern no 1395 de 1900.
- 1980, l'ALEMF crée le Chemin de fer touristique de la vallée du Rabodeau, il circule sur la ligne d'Étival à Senones.
- 1984, le 22 novembre, le conseil général de la Moselle et l'ALEMF signent une convention fixant les modalités de l'exploitation de la ligne par l'association.
- 1984, l'ALEMF commence le transfert de sa collection de matériel ferroviaire de Senones à Vigy.
- 1984, l'ALEMF entreprend les travaux de remise en état des infrastructures ferroviaires de la ligne en Moselle.
- 1984, le 16 juin, l'ALEMF fait circuler son dernier train sur la ligne d'Étival à Senones.
- 1985, le 1er mai, l'ALEMF fait circuler son premier train sur la ligne de Vigy à Hombourg-Budange,
- 1991, le 21 janvier, le conseil général de la Moselle décide de vendre, pour 1 franc symbolique, l'ensemble de l'ancienne ligne à l'ALEMF (terrains, gares, voies ferrées et matériel de voies).
- 1991, le 22 mars, en assemblée générale extraordinaire, l'ALEMF accepte la proposition.
- 1992, le 3 mars, un avis favorable, concernant la protection de la vallée de la Canner, est donné par la commission départementale des sites de la Moselle.

### Liste des présidents de l'ALEMF
- Étienne Blascheck, président fondateur de l'ALMF en 1966, et de l'assemblée décidant la nouvelle appellation ALEMF.
- Roger Blamart prend la suite d'Étienne Blascheck.
- Serge Leroy, prend la suite de Roger Blamart, jusqu'en 2007.
- Gilles Zolver, jusqu'en 2010.
- Benoit Maire, depuis 2011.

## Les collections

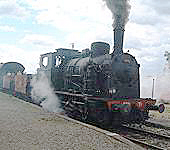
La locomotive à vapeur 030T 1 Krupp

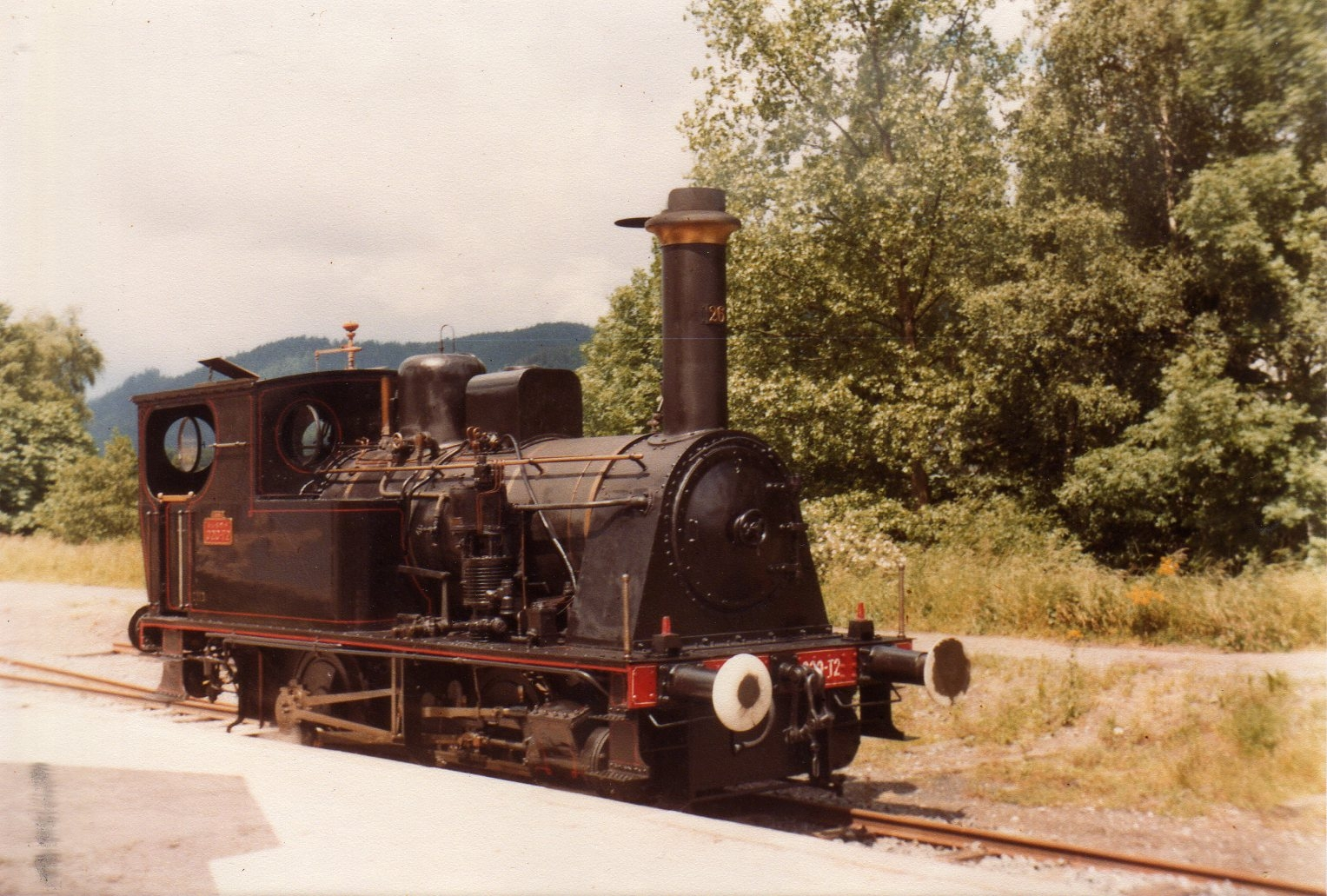
La locomotive à vapeur 020T 2 Hohenzollern

Les bénévoles de l'ALEMF sauvent et restaurent, depuis 1975, de nombreuses pièces du patrimoine ferroviaire, plusieurs éléments de la collection de l'association sont classés Monument Historique, au titre d'objet.

### Locomotives à vapeur
| Matricule                            | Constructeur et date  | État actuel                         | Origine et informations techniques | Photo |
| ------------------------------------ | --------------------- | ----------------------------------- | --- | ----- |
| 030T no 1 dite « Canner » (no 741)   | Friedrich Krupp, 1931 | Hors service (arrêtée depuis 2010). | Histoire : sortie des ateliers de l'entreprise Krupp (de) d'Essen en Allemagne, elle est livrée en 1937 au chemin de fer d'Étival à Senones, qu'elle ne quittera pas lors de sa réforme, puisqu'elle est reprise par l'ALEMF pour son chemin de fer touristique situé sur cette ligne. Elle poursuivra donc sa traction de trains sur la même voie dans les Vosges jusqu'au départ de l'ALEMF pour Vigy et la Moselle, en 1984, où elle est utilisée depuis. Caractéristiques : ses deux cylindres sont à simple expansion, vapeur saturée ; elle dispose d'une distribution Walschaerts à tiroir plan ; sa surface de chauffe est de 85,45 m2 et sa surface de grille de 1,39 m2. Son timbre chaudière est de 14 bars ; son poids est de 32,6 tonnes à vide et de 40,6 tonnes en charge ; ses capacités de stockage sont de 3,75 m3 d'eau et 1,5 t de charbon ; l'effort théorique de traction est de 12 t et sa vitesse maximale est de 45 km/h. Dimensions : elle fait 4,22 m de hauteur, 9 m de longueur et 2,70 m de largeur ; ses cylindres ont un diamètre de 410 mm, la course des pistons est de 550 mm ; le diamètre des roues est de 1 050 mm. Classée MH (1985) |       |
| 030T no 2 dite « Barbara » (no 1395) | Hohenzollern, 1900    | Hors service (arrêtée depuis 1992). | Histoire : Construite par la Fabrique de locomotives Hohenzollern à Düsseldorf en Allemagne, elle sera utilisée par la société Gebrüder Stumm (de) à Neunkirchen avec le numéro d'exploitation 26, puis avec le numéro 126 aux Aciéries de Neunkirchen (de) en Sarre jusqu'en 1976. Caractéristiques : ses deux cylindres sont à simple expansion, vapeur saturée Elle dispose d'une Distribution Allan (en) à tiroir plan. sa surface de chauffe est de 78,73 m2 et sa surface de grille de 1,038 m2. Son timbre est de 12 bars ; son poids est de 25 tonnes à vide et de 30 tonnes en charge. Ses capacités de stockage sont de 3,6 m3 d'eau et 800 kg de charbon ; l'effort théorique de traction est de 4 400 kg et sa vitesse maximale est de 30 km/h . Dimensions : ses cylindres ont un diamètre de 350 mm, la course des pistons est de 500 mm ; le diamètre des roues est de 1 000 mm. Classée MH (1985) |       |

### Engins diesel
- Autorail « Picasso » X 3837, De Dietrich de 1952. Ex-SNCF, radié le 9 juin 1986 à Mohon[10].
- Locotracteur Y 6040, Baudet Donon Roussel de 1932. Ex-État, ex-SNCF[10].
- Locotracteur 020 DA1, Baudet-Donon-Roussel[10]. Ex-Port de Metz.
- Draisine 2P 417, Campagne de 1929, ex-PLM, ex-SNCF[10].

### Voitures voyageurs et fourgons
- Voiture « boite à tonnerre » A6 tmpf 17105, Orenstein & Koppel de 1930, ex-DRG, ex-SNCF[11]  Classée MH (1985)[12].
- Voiture « Boîte à tonnerre » B7 tmpf 17215, Hannoversche Waggonfabrik (de) de 1928, ex-DRG, ex-SNCF[11].
- Voiture « Boîte à tonnerre » B7 tmpf 17240, Maschinenfabrik Esslingen de 1928, ex-DRG, ex-SNCF[11]  Classée MH (1985)[12].
- Voiture « Boîte à tonnerre » B7 tmpf 17243, Waggonfabrik Rastatt (en) de 1929, ex-DRG, ex-SNCF[11]  Classée MH (1985)[12].
- Voiture « Boîte à tonnerre » B6 ½ tmpf 29357, Gebr. Schöndorff (de) de 1928, ex-DRG, ex-SNCF[11].
- Voiture « Boîte à tonnerre » B6 ½ tmpf 29358 de 1928, ex-DRG, ex-SNCF[11].
- Voiture C8 2/2 tyf 14129, à bogies et portières latérales type 3093 B, ex-prusse, ex-SNCF[11]  Classée MH (1985)[13].
- Voiture de 4e classe à trois essieux et portières latérales type Ib 11, de 1914, ex-prusse, ex-SNCF [11]  Classée MH (1985)[12].
- Remorque unifiée XRBD 8182, Decauville de 1958, ex-SNCF[11].
- Voiture annexe cinéma à bogies 60 87 99-29 062-2 Sx, Horme et Buire de 1908, ex-PLM, ex SNCF[11].
- Fourgon « Boîte à tonnerre » Dtm 20761, Dessauer Waggonfabrik (de) de 1929, ex-DRG, ex-SNCF[11].

### Wagons
- Wagon plat Est, à deux essieux, de 1880. Transformé en wagon désherbeur[14].
- Wagon plat État, à deux essieux, Magnard & Cie de 1911[14].
- Wagon couvert Est type NNf, à deux essieux [14].
- Wagon-citerne TP, à bogies, de 1918[14].
- Wagon couvert TP, à bogies, de 1918[14].
- Wagon plat TP porte-char de 40 t, à bogies, Leeds Forge Co Ltd de 1918, ex-Nord, ex-SNCF, ex-Sollac [14].
- Wagons-trémies à ballast PO, couplage Talbot, De Dietrich[14].
- Grue à vapeur, à deux essieux , Schneider & Cie de 1894, d'une capacité de levage maximum de 10 t, provenant du réseau ferré intérieur des usines De Wendel à Hayange en Moselle[14].  Classée MH (1996)[15]

### Ancien matériel
- Locomotive 020 T1 « Vesta », Fives-Lille no 4533, type 142 A, de 1927  Classée MH (1985)[16]. 
Histoire : : elle reste jusqu'en 1960 dans son entreprise d'origine, la société de produits chimiques « Nobel Bozel » dans l'Oise, puis elle rejoint Bar-le-Duc et la société de Centrifugation, qui la remise en 1973. Sa découverte, à l'abandon, est à l'origine de l'évolution de l'activité de l'ALMF, qui passe du modèle réduit à l'échelle 1. Les membres de l'association se mettent à sa restauration, et en 1976 elle est de nouveau apte à assumer la traction d'un train. Elle est vendue en 1997 au Chemin de fer touristique du Haut Quercy [17].
Caractéristiques : ses deux cylindres sont à simple extension, vapeur saturée ; elle dispose d'une distribution Walschaerts à tiroir plan ; sa surface de chauffe est de 37 m2 et sa surface de grille de 9 m2. Son timbre est de 12 bars ; son poids à vide est de 18 tonnes et son poids en charge de 22,2 tonnes ; ses capacités de stockage sont de 2 m3 d'eau et 500 kg de charbon ; l'effort théorique de traction est de 4 400 kg et sa vitesse maximale de 30 km/h[18].
Dimensions : elle fait 4,30 m de hauteur, 6,60 m de longueur et 2,60 m de large ; ses cylindres ont un diamètre de 300 mm, la course des pistons est de 400 mm ; les roues ont un diamètre de 820 mm[18].
- Wagon-lits CIWL 3880, type Yb, Ansaldo de 1950[19]. Vendu en 2008 à la Compagnie Internationale des Évènements sur Rail.

## Infrastructures ferroviaires
La plupart des infrastructures sont la propriété de l'association, notamment les terrains, voies, ouvrages d'art, et bâtiments, excepté la gare terminus de Hombourg-Burange, qui est propriété de la Communauté de communes de l'Arc mosellan.

### Gares
- Gare de Vigy, construite en 1908, elle est le centre de l'exploitation du train touristique.
- Gare de Hombourg-Budange, construite en 1917, elle est le terminus de la ligne de chemin de fer.

Il existe deux points d'arrêts sur la ligne :
- Bettelainville
- Aboncourt

et un arrêt facultatif :
- Halte de "l'Abbaye" proche de la ferme de Neudelange à 3 km d'Aboncourt.

### Ouvrages d'art
22 ponts et passages pour une ligne qui est stratégique à sa création[style à revoir].

#### Ouvrageno2:16,956km
Pont-route en maçonnerie de béton enduit voûté de 7,00 m en plein cintre Nombre de voie (ponts-rails) À 3 arches de 11,70 mètres d'ouverture droite, de type : plein cintre Longueur de l’ouvrage : 7,70 m (chaussée 5,00 m, trottoirs 2x1,00 m, encorbellement 2x0,35 m) Largeur de l’ouvrage : 51,00 m Établi sur la RD 67 S'il s'agit d'un pont-rail, vitesse autorisée 30 km/h Ligne électrifiée : non Mode de fondation : en béton Date de mise en service : 1907 Nature de la maçonnerie : béton et pierres Épaisseur à la clé : 1,00 m épaisseur des bandeaux : 0,60 m Nature de la chape d'étanchéité : non connue Existence de pistes cyclables (ou non) non Hauteur libre minimale (PRA) : Ouvrage soumis à signalisation routière : non Type : Limitation hauteur largeur : Garde-corps - oui Hauteur : 1,00 m.

#### Ouvrageno3:17,883km
Pont-rail avec poutrelles apparentes Nombre de voies (PRA) 1 Ballastée OUI Hauteur de ballast sous la traverse : 0,20 m À 1 travée indépendante de 5,50 m portée et de 4,00 mètres d'ouverture droite Longueur du tablier : 7,15 m établi sur : chemin d’exploitation S'il s'agit d'un pont-rails, vitesse autorisée : 30 km/hy Ligne électrifiée : non Mode de mise en place : non connu Date de mise en service : 1907 maçonnerie, 1987 tablier Mode de fondation : non connu Nature de la chape d'étanchéité : chape mortier Constitution de la face inférieure : Enrobement de protection des ailes de poutrelles : néant Augets de protection : néant poutrelles apparentes béton au ras inférieur des poutrelles nature des appuis Fichage ciment Existence de pistes cyclables (ou non) non Hauteur libre minimale Ouvrage soumis à signalisation routière : non Présence d'accotements lourds, de portiques, etc. néant Garde-corps – type : métalliques Hauteur 1,00 m.

#### Ouvrageno4:17,993km
Pont-rail en maçonnerie voûté en cintre surbaissé Nombre de voie (ponts-rails) 1 voie ballastée À 1 arche de 1,00 mètre d'ouverture droite, de type : surbaissé Longueur de l’ouvrage : 1,50 m Largeur de l’ouvrage : 15,00 m Établi sur écoulement d'eau S'il s'agit d'un pont-rail, vitesse autorisée 30 km/h Ligne électrifiée : non Mode de fondation : radier général en béton Date de mise en service : 1917 Nature de la maçonnerie : béton enduit Épaisseur à la clé : 0,55 m Épaisseur de remblai : 4,00 m environ Nature de la chape d'étanchéité : inconnue Existence de pistes cyclables (ou non) non Hauteur libre minimale (PRA) : 1,00 m Ouvrage soumis à signalisation routière : non Garde-corps - non.

#### Ouvrageno6:18,850km
Pont-rail avec poutrelles apparentes Nombre de voies (PRA) 1 Ballastée OUI Hauteur de ballast sous la traverse : 0,40 m À 1 travée indépendante de 6,40 mètres d'ouverture droite Longueur du tablier : 7,40 m établi sur : chemin d’exploitation S'il s'agit d'un pont-rails, vitesse autorisée : 30 km/h Ligne électrifiée : non Mode de mise en place : non connu Date de mise en service : 1907 Mode de fondation : non connu Nature de la chape d'étanchéité : chape mortier présumé Constitution de la face inférieure : poutrelles apparentes béton au ras inférieur des poutrelles nature des appuis Fichage ciment Existence de pistes cyclables (ou non) : non Hauteur libre minimale : 6,10 m Ouvrage soumis à signalisation routière : non Présence d'accotements lourds, de portiques, etc. néant Garde-corps – type : rivé Hauteur 1,00 m.

#### Ouvrageno7:19,318km
Pont-route avec poutres à treillis à tablier inférieur à 1 travée de 25,02 mètres de portée et de 24 mètres d'ouverture droite établi sous un chemin rural Ligne électrifiée : non Mode de fondation : béton Mode d’assemblage : rivure Date de mise en service : 1907 Mode de mise en place : non connue Nature de la chape d’étanchéité : non connue Ouvrage soumis à signalisation routière : non Garde-corps : fers plats rivés sur les montants des poutres principales.

#### Ouvrageno7bis
Pont-rail en maçonnerie voûté plein cintre Nombre de voie (ponts-rails) 1 voie ballastée À 1 arche de 1,50 mètre d'ouverture droite, de type : plein cintre Longueur de l’ouvrage : 2,50 Largeur de l’ouvrage : 30,00 m Établi sur écoulement d'eau S'il s'agit d'un pont-rail, vitesse autorisée 30 km/h Ligne électrifiée : non Mode de fondation : radier général en béton Date de mise en service : 1917 Nature de la maçonnerie : béton enduit Épaisseur à la clé : 0,55 m Épaisseur de remblai : 8,00 m environ Nature de la chape d'étanchéité : inconnue Existence de pistes cyclables (ou non) non Hauteur libre minimale (PRA) : 1,50 m Ouvrage soumis à signalisation routière : non Garde-corps - non.

#### Ouvrageno8:19,586km
Pont-rail en maçonnerie voûté en plein cintre Nombre de voie (ponts-rails) 1 voie en courbe ballastée À 1 arche de 5,00 mètres d'ouverture droite, de type : plein cintre Longueur de l’ouvrage : 7,00 m Largeur de l’ouvrage : 12,50 m Établi sur un chemin forestier S'il s'agit d'un pont-rail, vitesse autorisée 30 km/h Ligne électrifiée : non Mode de fondation : radier général en béton Date de mise en service : 1917 Nature de la maçonnerie : béton enduit Épaisseur à la clé : 0,55 m Épaisseur de remblai : 1,50 m environ Existence de pistes cyclables (ou non) non Hauteur libre minimale (PRA) : 6,50 m dans l’axe du chemin Ouvrage soumis à signalisation routière : non Garde-corps - oui Hauteur : 1,00 m Particularités : G.C. très oxydés.

#### Ouvrageno9:19,704km
Pont-route avec poutres latérales, tôles embouties largeur 7,00 m À 1 travée de 13,00 mètres de portée et de 12,00 mètres d'ouverture droite Établi sur la RD 47 A Ligne électrifiée : non Mode de fondation : béton Mode d’assemblage : rivure Date de mise en service : 1906 Mode de mise en place : non connue Nature de la chape d’étanchéité : non connue Ouvrage soumis à signalisation routière : non Garde-corps : lice et montants en cornières, sous-lice en fers plats.